# Поль-Анрі Спаак
Поль-Анрі Спаак (25 січня 1899 , Схарбек  — 31 липня 1972 , Брен-л'Алльо, Валлонія ) — бельгійський політик, співтворець НАТО та Європейської Спільноти. Від 1938 до 1957 року — міністр закордонних справ, міністр фінансів, прем'єр-міністр Бельгії. В 1946 році — ⁣голова першої сесії Генеральної Асамблеї ООН. 1957—1961 роки — генеральний секретар НАТО. 1961⁣—⁣1966 роки — знову міністр закордонних справ та віцепрем'єр Бельгії.

## Політична біографія та особисті дані
Онук політика ліберальної орієнтації Поля Янсона, племінник прем'єр-міністра Бельгії в 1938—1939 Поля — Еміля Янсона і син першої жінки — сенатора країни, Поль-Анрі Спаак був представником династії відомих політиків. Під час Першої світової війни він змінив дату в документах, щоб вступити на службу в бельгійську армію. Два роки провів у німецькому полоні.
У 1920 році вступив до Робітничої партії Бельгії. З 1932 року був депутатом парламенту, в 1935 році був призначений міністром транспорту і шляхів сполучення в кабінеті ван Зеланда. Неодноразово був міністром закордонних справ (у 1936—1937, 1938, 1939—1947, 1949, 1954—1957, 1961—1965, 1965—1966). У 1938—1939, 1946, 1947—1949 роках обіймав посаду прем'єр — міністра країни.